# Magomed-Šapi Sulejmanov
Magomed-Šapi Kamil'evič Sulejmanov (in russo Магомед-Шапи Камильевич Сулейманов?; Machačkala, 16 dicembre 1999) è un calciatore russo, attaccante dello Sporting K.C..

## Caratteristiche tecniche
Giocatore brevilineo ma esplosivo, è un'ala destra che preferisce partire largo per poi rientrare sul piede forte, il sinistro. 
Inoltre è un discreto tiratore di calci piazzati. È di etnia Dargin.

## Carriera
Cresciuto nelle giovanili dell'Anži, nel 2013 viene acquistato dal Krasnodar. Ha esordito in prima squadra il 16 luglio 2017 in occasione del match di campionato vinto 2-1 contro il Rubin.
Segna la sua prima rete il 27 luglio seguente decidendo al 93' il match di qualificazione per l'Europa League vinto 2-1 contro il Lyngby. Il 21 febbraio 2019, nel match valido per il ritorno dei sedicesimi di finale di Europa League 2018-2019, realizza la rete del momentaneo vantaggio sul campo del Bayer Leverkusen, in un match terminato 1-1 e che ha permesso al club russo di accedere agli ottavi di finale.